# Han Solo
 (novembre 2021).
Si vous disposez d'ouvrages ou d'articles de référence ou si vous connaissez des sites web de qualité traitant du thème abordé ici, merci de compléter l'article en donnant les références utiles à sa vérifiabilité et en les liant à la section « Notes et références ».
Cet article concerne le personnage de la saga Star Wars. Pour le trilobite, voir Han solo (trilobite).
Personnage de fiction apparaissant dans
Star Wars.
Han Solo (Yan Solo dans la version française des épisodes IV, V et VI) est un personnage de Star Wars, interprété par Harrison Ford et Alden Ehrenreich. Originaire de la planète Corellia, Han Solo est un contrebandier, pilote et ancien élève officier impérial.
Dans la saga, le personnage est décrit comme charmeur, courageux, excellent meneur d'hommes, l'homme le plus chanceux de la galaxie mais se montrant souvent cynique et arrogant. C'est le type même du flibustier au grand cœur, ou du cowboy de western-spaghetti qui, malgré son égocentrisme bourru initial, finit par rejoindre la bonne cause. Son nom rappelle celui de Lancelot, Han Solo jouant le rôle du chevalier confirmé dans la saga. Il parcourt la galaxie à bord du Faucon Millenium (Millenium Condor dans la version française de l'épisode IV), qu'il a gagné en pariant contre Lando Calrissian au cours d'une partie de Sabacc, un célèbre jeu de cartes ressemblant à notre poker. Partenaire de Luke Skywalker dans la lutte contre le pouvoir impérial, il tombe amoureux de la sœur jumelle de ce dernier, la princesse Leia Organa. Leur fils Ben, qui a basculé du côté obscur de la Force sous le nom de Kylo Ren et qui est un des leaders du Premier Ordre, l'assassine trente années plus tard dans l'épisode VII. La jeunesse de Han Solo est évoquée dans le film dérivé Solo: A Star Wars Story.

## Univers
L'univers de Star Wars se déroule dans une galaxie qui est le théâtre d'affrontements entre les Chevaliers Jedi et les Seigneurs noirs des Sith, personnes sensibles à la Force, un champ énergétique mystérieux leur procurant des pouvoirs psychiques. Les Jedi maîtrisent le Côté lumineux de la Force, pouvoir bénéfique et défensif, pour maintenir la paix dans la galaxie. Les Sith utilisent le Côté obscur, pouvoir nuisible et destructeur, pour leurs usages personnels et pour dominer la galaxie.
Han Solo n'est pourtant initialement lié que d'assez loin aux tractations métaphysiques de la Force et à l'univers de la chevalerie Jedi : il est avant tout un aventurier, adepte du pistolet laser (il n'utilisera jamais de sabre, sauf pour mettre Luke a l’abri en découpant un Tauntaun), et évolue dans les confins sans foi ni loi de l'univers où il cavale entre chasseurs de primes et négociations louches en saloon, dans un monde qui évoque clairement celui du western. 
Sa personnalité comme l'univers dans lequel il évolue sont donc radicalement différents de ceux de Luke Skywalker, mais on peut cependant aussi les voir comme complémentaires.

## Histoire
Han Solo n'apparaît pas dans la prélogie bien que George Lucas envisagea de l'introduire dans les premières ébauches durant l'écriture de La Revanche des Sith,.

### Solo
Le jeune Han Solo parvient à quitter l'organisation criminelle les Vers Blancs dirigée par Lady Proxima en fuyant sa planète natale, Corellia. Trois ans plus tard, alors qu'il a rejoint les rangs de l'Empire, Han libère le Wookiee Chewbacca et déserte avec le petit groupe de contrebandiers de Tobias Beckett. Une opération visant à subtiliser un précieux chargement dans un train conveyex, sur la planète Vandor, échoue à cause de l'intervention du groupe de pirates Cloud-Riders mené par Enfys Nest. Han découvre alors que Tobias, seul survivant de son équipe, travaille pour l'Aube Écarlate, une organisation dirigée par Dryden Vos. Aux côtés de ce dernier, Han a la surprise de retrouver Qi'ra, sa compagne qu'il a dû abandonner sur Corellia. Pour compenser le fiasco sur Vandor, Han, Tobias, Qi'ra et Chewbacca doivent voler une puissante source d'énergie sur Kessel et vite aller la faire stabiliser sur la planète Savareen. Pour cette mission, ils ont besoin du Faucon Millenium, un rapide vaisseau corellien modifié par son propriétaire, le grand joueur de Sabacc, Lando Calrissian. Han met son propre vaisseau en jeu en échange du Faucon Millenium. Mais Lando triche et conserve son Faucon Millenium. Il accepte néanmoins de se joindre au groupe en échange d'une partie des bénéfices. Ils partent ensuite à bord du Faucon Millenium pour la planète Kessel où Han et Qi'ra aident Chewbacca à libérer des Wookiees prisonniers. Ils arrivent à s'échapper, non sans dommages, puisque Lando perd son copilote droïde, L3. Durant le raid de Kessel, ils sont pourchassés par des chasseurs Impériaux, mais grâce au talent de Han, ils parviennent à leur échapper dans un trou noir. Ils atterrissent sur une planète déserte où ils remettent la cargaison convenue à Dryden Vos, mais celui-ci se rend compte qu'il a été dupé, et une bagarre éclate. Lando décolle et abandonne ses compagnons. Dryden est tué tandis que Han part s'occuper de Beckett et du chargement de coaxium. Qi'ra restée seule fait apparaître l'hologramme de Maul, qui a survécu aux événements de La Menace Fantôme et qui n'est autre maintenant que le véritable chef de l'Aube écarlate. Il invite alors Qi'ra à le rejoindre sur sa planète natale, Dathomir. Elle part donc sous les yeux de Han. Ce dernier rejoint alors Lando et gagne le Faucon durant une autre partie de Sabacc où Lando est empêché de tricher. Han et Chewbacca s'envolent pour Tatooine où on leur a dit qu'une personne importante recherche des contrebandiers. Il s'agit, même si ce n'est pas explicitement dit, de Jabba le Hutt.

### Un nouvel espoir
Han Solo, contrebandier toujours accompagné de son fidèle Chewbacca, est recruté par le jeune Luke Skywalker et Obi-Wan Kenobi (dit Ben Kenobi) sur Tatooine pour les emmener à Alderaan. Embarquant les deux héros à bord du Faucon Millenium, Han Solo quitte précipitamment Tatooine alors que des stormtroopers prennent d'assaut la piste de décollage du vaisseau. Il fuit par la même occasion le gangster notoire de Tatooine, Jabba le Hutt, à qui il doit une grosse somme d'argent après avoir largué une cargaison d'épice pour éviter de se faire arrêter par la flotte impériale lors d'un arraisonnement survenu quelques semaines plus tôt. Han Solo et ses nouveaux membres d'équipage croisent un champ d'astéroïdes à l'emplacement d'Alderaan, qu'ils reconnaissent comme étant les restes de cette planète, détruite par l'Étoile de la mort des impériaux.
Par malchance, leur vaisseau est attiré par le rayon tracteur de l'Étoile de la mort et Han Solo n'a alors d'autre choix que d'atterrir à l'intérieur et d'être immobilisé. Afin de pouvoir repartir, le vieux Ben Kenobi se propose de désactiver l'attraction magnétique de l'Étoile de la mort pendant que Luke Skywalker et Han Solo partent à la rescousse de la princesse Leia Organa, retenue prisonnière dans une cellule. Le vaisseau quitte finalement l'Étoile de la mort avec à son bord Han, le jeune Skywalker et la sénatrice rebelle, mais au prix du sacrifice d'Obi-Wan Kenobi qui meurt lors de son duel contre Dark Vador. Arrivé sur Yavin, Han estime avoir rempli sa mission et refuse de collaborer avec les forces rebelles. Il part après avoir empoché son dû. Cependant il revient pour surprendre Dark Vador et ainsi sauver in extremis la vie de Luke Skywalker lors de la bataille de Yavin, ce qui permet à ce dernier de détruire l'Étoile de la mort et à Han Solo de prouver qu'il n'est pas qu'un être intéressé par l'argent, mais aussi un homme qui sait s'engager dans un combat pour une juste cause.
Dès lors, avec Chewbacca, il embrasse définitivement la cause de l'Alliance rebelle. Il s’éprend alors de la princesse Leia et se lie d'amitié avec Luke.

### L'Empire contre-attaque
Sur la planète glacée de Hoth, il sauve de nouveau la vie de Luke Skywalker en partant à sa recherche, seul à travers le blizzard, pour le trouver gelé et épuisé. Il désintègre avec un pistolet laser la balise espion, envoyée sur Hoth par les troupes impériales.
Plus tard, dans l'attaque surprise menée par les forces impériales de Dark Vador, il est forcé de prendre la fuite à bord du Faucon Millenium avec la princesse Leia. Il ne peut échapper à la flotte impériale en activant la vitesse-lumière car le système est défectueux. Il est alors contraint de semer les chasseurs à travers un champ d'astéroïdes. Cependant il doit de nouveau affronter la flotte, qui l'avait détecté. Il se pose ingénieusement sur un vaisseau impérial, bernant les ennemis, qui croient que le contrebandier a sauté dans l'hyper-espace. Il se laisse doucement glisser avec les déchets rejetés par les vaisseaux impériaux, avant que ceux-ci ne passent eux aussi en vitesse-lumière pour le poursuivre. Han Solo réussit à trouver asile sur Bespin auprès de son vieil ami Lando Calrissian, alors à la tête de la Cité des Nuages. Cependant, le mercenaire Boba Fett, qui avait compris sa ruse, réussit à le poursuivre incognito. Lando Calrissian est alors contraint de se mettre à la solde de Dark Vador pour éviter l'invasion de sa cité par les forces de l'Empire. Pris au piège, Han Solo est capturé en compagnie de la princesse, de Chewbacca et de C3PO. Il est torturé en présence de Dark Vador et enfin congelé dans de la carbonite, avant d'être remis à Boba Fett qui le livrera à Jabba le Hutt. Avant sa congélation, Leia et Han eurent tout de même le temps de s'avouer mutuellement leur amour.

### Le Retour du Jedi
Han dans son bloc de carbonite, orne, tel un trophée, le palais de Jabba le Hutt quand la princesse Leia déguisée en chasseur de primes vient livrer Chewbacca. Pendant la nuit, elle décongèle Han, mais est prise sur le fait et est à son tour capturée par Jabba le Hutt. Heureusement la venue de Luke Skywalker permet de mettre fin à cette situation. En effet, après que Luke tue le rancor du Hutt, ce dernier condamne le Jedi et ses amis à mourir dévorés par le sarlacc. Mais Luke avait prévu cette issue, et avant qu'il ne saute dans la gueule du Sarlacc, l'un des gardes de Jabba apparait comme étant Lando Calrissian et le droïde intrépide R2-D2 lance au jeune Jedi son sabre laser. Durant cette embuscade, Han, qui commence à peine à retrouver la vue des suites de sa congélation carbonique, envoie sans le vouloir le chasseur de primes Boba Fett droit dans la gueule du Sarlacc et sauve Lando sur le point, lui aussi, de se faire attraper par la créature. Dans l'agitation générale, Jabba le Hutt meurt, étranglé par Leia.
Une fois l'équipe à nouveau réunie, il est décidé de ce qui va être l'ultime mission de l'Alliance Rebelle. La destruction de la deuxième Étoile de la mort, alors en construction, près de la lune forestière d'Endor. Pour cela deux corps d'expédition sont dépêchés : 
- le premier, terrestre, mené par le nouvellement promu Général Solo, doit désactiver le bouclier de protection de l'Étoile de la mort situé sur Endor dans un bunker sécurisé par les impériaux ;
- le deuxième, composé de la flotte spatiale rebelle se charge d'attaquer de front l'Étoile de la mort.

Lando Calrissian se porte volontaire pour l'assaut sur l'Étoile de la mort. Han lui confie, non sans regret, le Faucon Millenium afin de mener sa mission à bien, avant de partir en compagnie de Luke, Leia et Chewbacca pour Endor.
Sur Endor, Solo fait la connaissance d'un peuple autochtone, les Ewoks, de petites créatures velues aux allures d'ours en peluche, mais ce qui ne les empêche pas d’être de véritables guerriers pleins de courage. Allié aux Ewoks, Solo réussit à désactiver le bouclier de protection de l'Étoile de la mort, et à vaincre les troupes impériales, à coup d'astuce et d'audace. La mission qu'il vient de réussir est capitale car elle permet la destruction de l'arme ultime de l'Empire mais aussi la mort de l'Empereur, alors présent pour superviser la phase finale de la construction de l'Étoile de la mort.

### Entre les deux trilogies
Le lendemain de la bataille d'Endor, le général Solo et son équipe prennent d'assaut un avant-poste impérial d'Endor. Solo découvre plusieurs plans de l'Empire lui rappelant que malgré les morts de Palpatine et Vador, la guerre n'est pas finie.
Pendant plusieurs semaines, le général et son équipe continuent la lutte sur différentes planètes dont plusieurs sites impériaux. Solo découvre le but de l'Opération Cendres et ses lieux. Il informe la flotte Rebelle que l'Empire se rend sur Naboo pour reprendre la planète natale de l'Empereur.
Après la victoire des Rebelles sur Naboo qui mène à la création de la Nouvelle-République, Solo et Chewbacca se rendent sur Takodana à la recherche d'un homme avec des informations pour libérer le peuple de Chewbacca sur Kashyyyk. Il s'avère que l'homme en question est un déserteur de l'Empire qui arrive sur Takodana pour l'arrêter. Aidé de l'escouade Inferno envoyé par Leia, le Faucon et l'escouade stoppent l'invasion.
Sur Kashyyyk, Solo et Chewie réunissent un groupe de contrebandiers et de mercenaires pour libérer les Wookiees. Aidé dans les airs par le Faucon Millenium et une flotte de X-Wing, la Nouvelle-République libère Kashyyyk de la domination impériale.
Après la bataille de Jakku qui marque la défaite finale de l'Empire, Han et Leia ont un fils, prénommé Ben. Plusieurs années après que Ben a été confié à Luke, ce dernier revient vers eux et les informe que Ben a rejoint le côté obscur. Cette nouvelle brise le couple d'Han et Leia. Solo et Chewbacca reprennent leur vie de contrebandiers.
Très vite, Solo accumule les dettes et se fait voler le Faucon Millenium. Pour continuer son activité, il achète un nouveau cargo et accumule davantage de dettes.

### Le Réveil de la Force
Trente ans après la bataille d'Endor, Han est redevenu contrebandier et a repris ses mauvaises habitudes : il doit de l'argent à diverses bandes armées. Il peut cependant compter sur son fidèle compagnon Chewbacca.
Il croise alors la route de Finn, Rey et du droïde BB-8, qui ont volé le Faucon Millenium sur Jakku. Han et Chewie le cherchaient dans toute la galaxie depuis des années. Han découvre que BB-8 contient un fragment de carte qui révèle où se cache Luke Skywalker depuis des années.
Han rejoint ensuite la Résistance, pour livrer les plans de BB-8. Han retrouve alors Leia, qu'il n'a pas vue depuis très longtemps. Elle lui demande de retrouver leur fils, Ben, qui a basculé du Côté Obscur et est devenu le maléfique Kylo Ren. Han part en mission avec Chewbacca et Finn sur l'arme du Premier Ordre, la planète Starkiller où Rey se trouve aussi après avoir été capturée par Kylo Ren puis s'être libérée à l'aide de la Force. Il y croise la route de son fils. Il tente de le raisonner en s'approchant de lui sur une passerelle au-dessus du vide. Le jeune guerrier apprenti du suprême leader Snoke enlève son casque et explique à son père être tiraillé entre les côtés lumineux et obscur de la Force. Il lui demande de l'aide et lui tend son sabre laser. Han s'en saisit mais dans le même temps, Kylo Ren raffermit sa prise, déclenche l'arme et le transperce. Chewbacca, Finn et Rey assistent à la scène impuissants. Son dernier geste aura été de caresser la joue de son fils avant de tomber de la passerelle et de disparaître dans le vide. Bien que non présente à ce moment-là, Leia ressent dans la Force la mort de Han, tué par leur fils.

### Postérité dansL'Ascension de Skywalker
Son fils Ben Solo s'imagine converser avec lui après avoir frôlé la mort en combattant Rey. Cette conversation le ramène définitivement dans la lumière.

## UniversLégendes
À la suite du rachat de la société Lucasfilm par The Walt Disney Company, tous les éléments racontés dans les produits dérivés datant d'avant le 26 avril 2014 ont été déclarés comme étant en dehors du canon et ont été regroupés sous l’appellation « Star Wars Légendes ».
Dans cet univers Légendes qui ne correspond pas aux événements de la troisième trilogie cinématographique, à commencer par l'épisode VII sorti en décembre 2015, Han Solo est le héros de la série littéraire nommée La Trilogie Yan Solo écrite par Ann C. Crispin (Le Coup du paradis, Le Gambit du Hutt et L'Aube de la rébellion), qui a lieu entre 10 av. BY et Un nouvel espoir, où l'on découvre qu'il est un enfant des rues recueilli par une bande de contrebandiers à bord du vaisseau le Bonne Fortune, commandé par le capitaine Garris Shrike, ancien chasseur de primes reconverti dans la contrebande et les petites arnaques, le seul à savoir réellement d'où vient Han. Solo est élevé par une Wookiee du nom de Dewlanna, cuisinière du Bonne Fortune, qui réussit à obtenir de Shrike le véritable nom de famille de l'enfant et l'aide à s'enfuir des mains du contrebandier à l'âge de dix-huit ans au prix de sa vie.
Peu après avoir appris son nom de famille, Han découvrira qu'il est le descendant de Brethron e Solo, l'homme qui a introduit la démocratie sur Corellia et dont la lignée a dirigé pendant longtemps Corellia et les quelques planètes environnantes appartenant aux Corelliens. On apprend alors l'existence de son cousin Thrackan Sal-Solo, âgé de quelques années de plus que lui, au caractère violent et sadique, qui réapparaît dans la Trilogie Corellienne et dans certains tomes du Nouvel Ordre Jedi.
Il rencontre son ami Chewbacca alors qu'il est élève officier de la flotte impériale, le Wookiee étant alors esclave de l'Empire. Han Solo l'aide à s'enfuir et est pour cela renvoyé de l'Académie. Peu après il fait la connaissance de Lando Calrissian et gagne son vaisseau, le Faucon Millenium, lors d'une partie de sabacc.
Han Solo quitte la flotte de la Nouvelle République, et par là-même son grade de général, pour se marier avec Leia Organa en 8 ap. BY après l'avoir enlevée et emmenée sur la planète Dathomir, qu'il a gagnée au jeu afin de s'arroger un titre de noblesse pour être digne d'épouser la princesse. Après son mariage, il élève ses enfants et accompagne son épouse lors de ses missions diplomatiques. Il réalise aussi un certain nombre de missions pour la Nouvelle République.
Il est le père des jumeaux Jacen et Jaina, nés en 9 ap. BY puis d'un troisième enfant du nom d'Anakin, qui deviendront à leur tour chevaliers Jedi comme leur mère et leur oncle.
À la mort de Chewbacca, qui s'est sacrifié pour sauver Anakin Solo lors de la première incursion des Yuuzhan Vong en 25 ap. BY, Han Solo sombre dans la dépression et l'alcool pendant plusieurs mois, reprochant à son fils la mort de son ami. Il repeint alors le Faucon Millenium en noir en hommage au Wookiee. Il repart à l'aventure après avoir rencontré un nouveau partenaire, un Ryn du nom de Droma.

## Interprétation
Han Solo est interprété par l'acteur américain Harrison Ford dans les films de la trilogie originale ainsi que dans l'épisode VII. D'abord employé pour donner la réplique aux acteurs passant le casting pour ce personnage, il fut finalement sélectionné par George Lucas pour le rôle du contrebandier.
Les acteurs Sylvester Stallone, Christopher Walken et Kurt Russell passèrent le casting pour le rôle sans succès.
En 2016, Robert Iger, Président-directeur général de la Walt Disney Company, confirme la sortie en 2018 d'un spin-off évoquant la jeunesse de Han Solo et Chewbacca. Plusieurs milliers d'acteurs sont auditionnés avant qu'Alden Ehrenreich soit officiellement confirmé dans le rôle lors de Star Wars Celebration Europe le 17 juillet 2016. Plusieurs médias avaient déjà relayé l'information dès le début du mois de mai 2016,.